# Jamie Bernadette
Jamie Bernadette Watkins (* 14. Dezember 1987 in Kankakee, Kankakee County, Illinois) ist eine US-amerikanische Schauspielerin, Synchronsprecherin, Filmproduzentin und Drehbuchautorin. Sie wirkte zu Beginn ihrer Schauspielkarriere überwiegend in Horrorfilmen mit.

## Leben
Bernadette wurde am 14. Dezember 1987 in Kankakee, Illinois als jüngstes von neun Kindern, fünf Schwestern und vier Brüdern, geboren. Ihr Vater starb vier Monate nach ihrer Geburt, ihre Mutter zog ihre Kinder mit begrenzten Mitteln alleine groß. Ab ihrem fünften Lebensjahr wuchs in ihr der Wunsch, Schauspielerin werden zu wollen. Ab ihrem zehnten Lebensjahr begann sie, in Community Theatre-Produktionen aufzutreten und spielte auch im Theater ihrer High School. Sie studierte Schauspiel an den Margie Haber Studios und an der Van Mar Academy of Motion Picture and Television Acting.
Erste Filmrollen erhielt Bernadette ab 2008. Dabei lag ihr Fokus vor allem auf Besetzungen in Horrorfilmen. 2010 wirkte sie im Musikvideo des Liedes Step Yo Game Up vom Sänger Chali 2na mit. Über verschiedene Besetzungen in Fernseh- und Filmproduktionen konnte sie sich als Filmdarstellerin etablieren. 2019 war sie im Horrorfilm I Spit on Your Grave: Deja Vu in eine der Hauptrollen als Christy Hills zu sehen. 2022 übernahm sie die weibliche Hauptrolle der Colonel Ramirez im Film Jurassic Domination.

## Filmografie (Auswahl)

### Schauspiel
- 2007: Tell Me You Love Me (Fernsehserie, Episode 1x03)
- 2008: Struck (Kurzfilm)
- 2008: Son of Sam
- 2009: Absolute Evil
- 2009: The Valley Intruder
- 2010: Mortal Kombat: Rebirth (Kurzfilm)
- 2010: Lake Death
- 2010: Milf
- 2010: The Porcelain Grave (Kurzfilm)
- 2010: Mirk Riders (Kurzfilm)
- 2011: 1000 Wege, ins Gras zu beißen (1000 Ways to Die, Fernsehdokuserie, Episode 4x03)
- 2011: 365 Days
- 2011: Justice on the Border
- 2011: N.Y.P.D.M (Fernsehserie, Episode 1x06)
- 2011: A Mann’s World (Fernsehfilm)
- 2012: Celebrity Sex Tape
- 2012: Operation Terror
- 2012: Broken Toy (Fernsehserie, Episode 2x07)
- 2012: Vindicated (Fernsehserie)
- 2012: Reel Evil
- 2012: Steampunk Samurai Biker Chick
- 2012: Resident Evil: Resurrection (Kurzfilm)
- 2012: Manhaters!
- 2013: Axeman at Cutter's Creek
- 2013–2014: Deadly Wives – Bis dass der Tod uns scheidet (Deadly Wives, Fernsehdokuserie, 2 Episoden)
- 2014: Deadly Attraction (Miniserie)
- 2014: The Secret Children
- 2014: The Neighbors (Fernsehserie, Episode 2x19)
- 2014: The Bunnyman Massacre
- 2014: The Knockout Game (Kurzfilm)
- 2014: Mile Marker Seven
- 2014: See Me (Kurzfilm)
- 2015: Mortdecai – Der Teilzeitgauner (Mortdecai)
- 2015: What Now
- 2015: Scarf
- 2015: L.A. Slasher
- 2015: Jem and the Holograms
- 2016: Let's Be Evil
- 2016: The Demon in the Dark (Kurzfilm)
- 2016: Hot Bot
- 2016: The Darkness
- 2016: 13 Days
- 2016: All Girls Weekend
- 2016: Injustice for All (Kurzfilm)
- 2016: Face of Evil
- 2016: Dead in the Woods
- 2016: Sinbad and the War of the Furies
- 2016: Elder Island
- 2017: Un lugar en el Caribe
- 2017: American Satan
- 2017: Navy CIS: New Orleans (NCIS: New Orleans, Fernsehserie, Episode 4x03)
- 2018: Killing Joan
- 2018: 4/20 Massacre
- 2018: Every 21 Seconds
- 2018: Midnight, Texas (Fernsehserie, Episode 2x07)
- 2018: The Wrong Teacher (Fernsehfilm)
- 2019: Smothered by Mothers
- 2019: I Spit on Your Grave: Deja Vu
- 2019: The Furnace
- 2019: Darling Nikki
- 2020: Reality Queen!
- 2020: The Bone Box
- 2020: Dead by Dawn
- 2020: Axeman: Redux
- 2021: The Wrong Fiancé (Fernsehfilm)
- 2021: The Wrong Prince Charming (Fernsehfilm)
- 2022: The Wrong Blind Date (Fernsehfilm)
- 2022: The Wrong Guy (Kurzfilm)
- 2022: The Legend of Firelily (Miniserie, Episode 1x01)
- 2022: The Wrong High School Sweetheart (Fernsehfilm)
- 2022: Nicole, Her Ex & the Killer
- 2022: Jurassic Domination
- 2022: Keeping Up with the Joneses (Miniserie, 2 Episoden)
- 2022: Ash and Bone
- 2022: Sebastian
- 2022: Chicago Fire (Fernsehserie, Episode 11x08)
- 2023: Homestead
- 2023: Home, Not Alone (Fernsehfilm)
- 2023: Colonials
- 2023: Cop vs. Killer
- 2023: End Times – Tag der Abrechnung (End Times)
- 2023: As Luck Would Have It (Fernsehserie, Episode 1x02)
- 2023: Lonesome Soldier
- 2023: A Christmas Intern (Fernsehfilm)
- 2024: The Wrong Life Coach (Fernsehfilm)
- 2024: Tall, Dark, and Dangerous (Fernsehfilm)
- 2024: Texas Twister
- 2024: Million Dollar Lethal Listing (Fernsehfilm)
- 2024: Cold Blows the Wind

### Synchronisationen
- 2015–2016: Coyote Munch Mini-Mart (Zeichentrickserie, 4 Episoden)

### Produktion
- 2012: Manhaters!
- 2016: Dead in the Woods (auch Drehbuch)
- 2020: Dead by Dawn